# Globo FC
Der Globo Futebol Clube, in der Regel nur kurz Globo genannt, ist ein Fußballverein aus Ceará-Mirim im brasilianischen Bundesstaat Rio Grande do Norte.
Aktuell spielt der Verein in der vierten brasilianischen Liga, der Série D, der Copa do Nordeste, der Copa do Brasil sowie in der Staatsmeisterschaft von Rio Grande do Norte.

## Erfolge
- Série D: 2017 (Vizemeister)
- Copa Rio Grande do Norte: 2014
- Copa Cidade de Natal: 2017
- Copa FNF: 2014
- Staatsmeisterschaft von Rio Grande do Norte Segunda Divisão: 2013
- Staatsmeisterschaft von Rio Grande do Norte: 2021

## Stadion

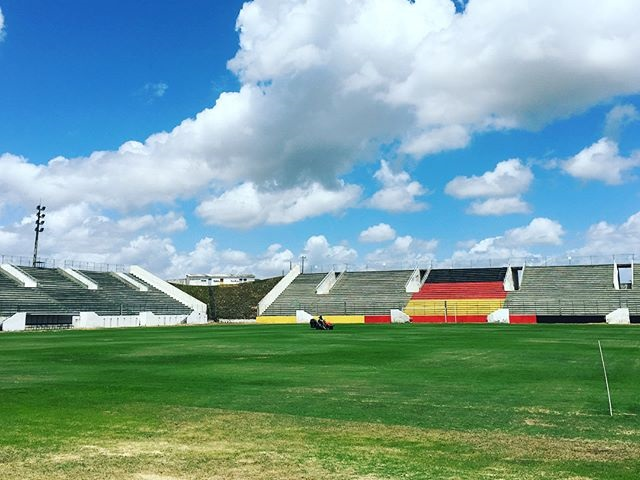
Estádio Manoel Dantas Barreto

Der Verein trägt seine Heimspiele im Estádio Manoel Dantas Barreto, auch unter dem Namen Barrettão bekannt, in Ceará-Mirim aus. Das Stadion hat ein Fassungsvermögen von 10.000 Personen.

## Trainerchronik
Stand: Mai 2022
| Trainer            | Nation    | von               | bis              |
| ------------------ | --------- | ----------------- | ---------------- |
| Renatinho Potiguar | Brasilien | 17. Dezember 2019 | 8. April 2021    |
| Hugo Chacon        | Brasilien | 7. Mai 2021       | 27. Januar 2022  |
| Geilson Silva      | Brasilien | 28. Januar 2022   | 21. Februar 2022 |
| Romildo Freire     | Brasilien | 11. Februar 2022  | 20. Februar 2022 |
| Jaelson Marcelino  | Brasilien | 22. Februar 2022  | 13. Mai 2022     |
| Renatinho Potiguar | Brasilien | 1. April 2022     |                  |